# パブロ・コントレラス
パブロ・コントレラス（Pablo Andrés Contreras Fica, 1978年9月11日 - ）は、チリ・首都州サンティアゴ出身の元サッカー選手。チリ代表である。ポジションはDF（センターバック）。

## 来歴

### CSDコロコロ
CSDコロコロの下部組織出身。1997年にプロデビューし、チリ代表出場50試合超を誇るセンターバックのペドロ・レイエスの指導の下、1歳年上のダビド・エンリケスと名コンビを組んだ。レイエスがフランスのAJオセールに移籍した後の2シーズンは37試合に出場し、クラウスーラ1997と1998の2度のチリ・プリメーラ・ディビシオン制覇に貢献した。

### ASモナコ
1999年、フランスのASモナコに移籍した。まだ21歳であったが、1999-2000シーズンのリーグ・アンとトロフェ・デ・シャンピオン（スーパーカップ）制覇の重要な要素であった。モナコでは1999-2000シーズンにUEFAカップ、2000-01シーズンにUEFAチャンピオンズリーグに出場した。しかし2001年1月、EU圏内枠を得るためにイタリアの偽造パスポートを使用していたことが発覚した。パリの裁判所は3万ユーロの罰金と2年間の出場停止処分をコントレラスに課した。

### CAオサスナ
フランス国内ではしばらくプレーできなくなったため、アルゼンチンのラシン・クルブにレンタルに出され、そこで8試合に出場した。2001年6月にはスペインのセルタ・デ・ビーゴに完全移籍する可能性があったが、CAオサスナにレンタル移籍した。2001-02シーズンは31試合に出場して1得点したが、17位で降格を逃れた。

### スポルティングCP
オサスナは下位に沈んだが、コントレラスのプレーはポルトガルの強豪スポルティングCPの目に留まり、2002-03シーズンはレンタル移籍することになった。リーグ戦では30試合に出場して2得点した。モナコ時代以来2度目のUEFAチャンピオンズリーグ出場を果たしたが、予選3回戦でインテル・ミラノと対戦して敗退した。コントレラス自身はホーム&アウェーの2試合ともに先発出場した。

### セルタ・デ・ビーゴ
2003年、スペインのセルタ・デ・ビーゴに移籍した。セルタは前のシーズンに4位でUEFAチャンピオンズリーグ予選出場権を獲得していた。グループリーグは主に控えだったが、ACミランやアヤックス・アムステルダムと同居した難しいグループを2位で勝ち進んだ。決勝トーナメント1回戦でアーセナルFCと対戦した。終盤にホセ・アントニオ・レジェスに対するファールで2枚目のイエローカードを受け、退場となった。UEFAチャンピオンズリーグでは健闘したセルタだったが、リーグ戦は19位に終わり、セグンダ・ディビシオン（2部）への降格が決定した。しかし2004-05シーズンは2位ですぐさまプリメーラ・ディビシオン（1部）に昇格した。このシーズンにはポジションを掴み、その後2シーズンに渡ってポジションを維持した。2005-06シーズンは6位でUEFAカップ出場権を獲得した。しかし2006-07シーズンはまたもやセグンダへの降格が決まった。2度目のセグンダでは監督に構想外とみなされ、2007年中にわずか3試合の出場機会しか与えられなかった。2008年1月、セルタとの契約を解除した。

### PAOKテッサロニキ
2008年1月、ポルトガルに戻ってSCブラガと6ヶ月間の契約をした。その間に13試合に出場した。同年6月、セルタ時代のチームメイトであるジシス・ヴリーザスがテクニカルディレクターを務めていた縁でギリシャのPAOKテッサロニキと2年間の契約をした。

### 代表
1999年2月17日、グアテマラ戦でチリ代表デビューした。同年のコパ・アメリカでは4位入賞した。2000年のシドニーオリンピックでは銅メダルを獲得し、コントレラスは大会のベストディフェンダーのひとりに数えられた。2002年の日韓ワールドカップと2006年のドイツワールドカップの南米予選に参加したが、どちらの本大会にも出場は叶わなかった。
コパ・アメリカ2007での事件と出場停止
コントレラスのキャリアの中で悪い時期が2007年のコパ・アメリカの大会中に訪れた。レイナルド・ナビア、ホルヘ・バルディビア、ロドリゴ・テージョ、ホルヘ・バルガス、アルバロ・オルメーニョはホテルで事件に巻き込まれた。ホテルのスタッフが、チリ代表選手が酒を飲んでバカ騒ぎし、食べ物を投げつけ、ホテルの備品を壊していたことを訴えたのである。この事件の後、チリはブラジルに1-6の大差で敗れた。ネルソン・アコスタ監督が辞職した後、関係したすべての選手にチリサッカー連盟から20試合の出場停止処分が下された。10試合の出場停止が経過した後、オルメーニョを除く選手たちは、彼らの行いを認めて謝罪する文書にサインした。残りの10試合が終わると、マルセロ・ビエルサ新監督の下で代表の重要な選手のひとりに戻り、南アフリカワールドカップ予選に出場している。2008年10月にはワールドカップ予選で初めてアルゼンチン代表を破ったが、その試合でもコントレラスはフル出場している。チリ代表の敗北は1916年から始まり、この試合前までの35戦で0勝9分26敗という有様だった。

## 所属クラブ
- 1996-1999  CSDコロコロ
- 1999-2003  ASモナコ

2001 → ラシン・クルブ (loan)
2001-2002 → CAオサスナ (loan)
2002-2003 → スポルティング・クルーベ・デ・ポルトゥガル (loan)
- 2003-2007  セルタ・デ・ビーゴ
- 2008  SCブラガ
- 2008-2011  PAOKテッサロニキ
- 2012  CSDコロコロ
- 2012-2013  オリンピアコスFC
- 2013-2014  メルボルン・ビクトリーFC

## 代表歴

### 出場大会
- チリ代表
  - 2010 FIFAワールドカップ

### 試合数
- 国際Aマッチ 66試合 2得点（1999年-2012年）[4]

| チリ代表 | 国際Aマッチ | 国際Aマッチ |
| 年       | 出場        | 得点        |
| -------- | ----------- | ----------- |
| 1999     | 6           | 0           |
| 2000     | 4           | 0           |
| 2001     | 2           | 0           |
| 2002     | 1           | 0           |
| 2003     | 8           | 1           |
| 2004     | 4           | 0           |
| 2005     | 5           | 0           |
| 2006     | 4           | 0           |
| 2007     | 6           | 0           |
| 2008     | 4           | 0           |
| 2009     | 4           | 0           |
| 2010     | 4           | 0           |
| 2011     | 11          | 1           |
| 2012     | 3           | 0           |
| 通算     | 66          | 2           |

## タイトル
CSDコロコロ
- チリ・プリメーラ・ディビシオン Clausura1997, 1998

ASモナコ
- リーグ・アン 1999-2000
- トロフェ・デ・シャンピオン 1999-2000

チリ代表
- シドニーオリンピック 2000 銅メダル